# CIBJO
La CIBJO (acronyme de « Confédération Internationale de Bijouterie, Joaillerie, Orfèvrerie des diamants, perles et pierres ») est une confédération internationale sur le commerce des bijoux fondée en 1926. Elle a son siège à Berne.
Son objectif est :
- d'encourager l'harmonisation ;
- de promouvoir une coopération internationale dans l'industrie de la bijouterie ;
- de résoudre les problèmes concernant le commerce mondial de bijoux ;
- — surtout — de maintenir la confiance des consommateurs dans cette industrie.

## Histoire
La CIBJO a été fondée à Paris en 1926 sous le nom de BIBOA pour défendre les intérêts de la joaillerie européenne. Elle a été restructurée et renommée en 1961 pour devenir mondiale.